# Trachysmatis ignobilis
Trachysmatis ignobilis är en fjärilsart som beskrevs av William Schaus 1916. Trachysmatis ignobilis ingår i släktet Trachysmatis och familjen nattflyn. Inga underarter finns listade i Catalogue of Life.